# Oulad Sidi Ahmed
 (janvier 2015).
- Si vous ne connaissez pas le sujet, laissez ce bandeau (vous pouvez alors contacter les auteurs).
- Si vous supprimez le contenu mis en cause (vous pouvez préalablement contacter les auteurs),

argumentez précisément cette suppression dans la page de discussion
(un manque de référence n'est pas un argument ; une recherche réelle de référence doit avoir été effectuée, être formellement documentée).
Oulad Sidi Ahmed (en arabe أولاد سيدي أحمد) est une tribu chorfas principalement présente au Maroc.

## Histoire
Ils vivent principalement à Ben Slimane ainsi que dans les régions de Doukkala, Abda, Chaouia, Gharb et sont issus des Hilaliens qui s'étaient installés vers le XIIe siècle.